# Parafia Najświętszego Serca Jezusowego w Horodyszczu
Parafia Najświętszego Serca Jezusowego w Horodyszczu – parafia rzymskokatolicka w Horodyszczu.
Parafia erygowana w 1919. Obecny kościół parafialny murowany, wybudowany w latach 1986–1990, staraniem ks. Piotra Zabielskiego, konsekrowany w 1990 roku przez biskupa Jana Mazura. Mieści się przy ulicy Kościelnej.
Swoim zasięgiem obejmuje tylko Horodyszcze.
Od 1 lipca 2025 roku funkcję proboszcza sprawuje ks. mgr lic. Sławomir Pękała.